# Rumo
Rumo (Rum in noneso) è un comune italiano sparso di 787 abitanti della provincia di Trento. La sede comunale si trova nella frazione di Marcena.
È situato tra la sponda destra del torrente Pescara, e la sinistra del torrente Lavazzè (anticamente e fino ai primi anni del Novecento Rumès , vedi Lodo 1730) nella parte nord della Val di Non.
Nel 1946, in seguito all'Accordo De Gasperi-Gruber, la frazione di Sinablana, a maggioranza tedesca è stata annessa alla provincia di Bolzano ed è diventata frazione di Lauregno.

## Storia

### Dal Neolitico all'avvento dei Romani

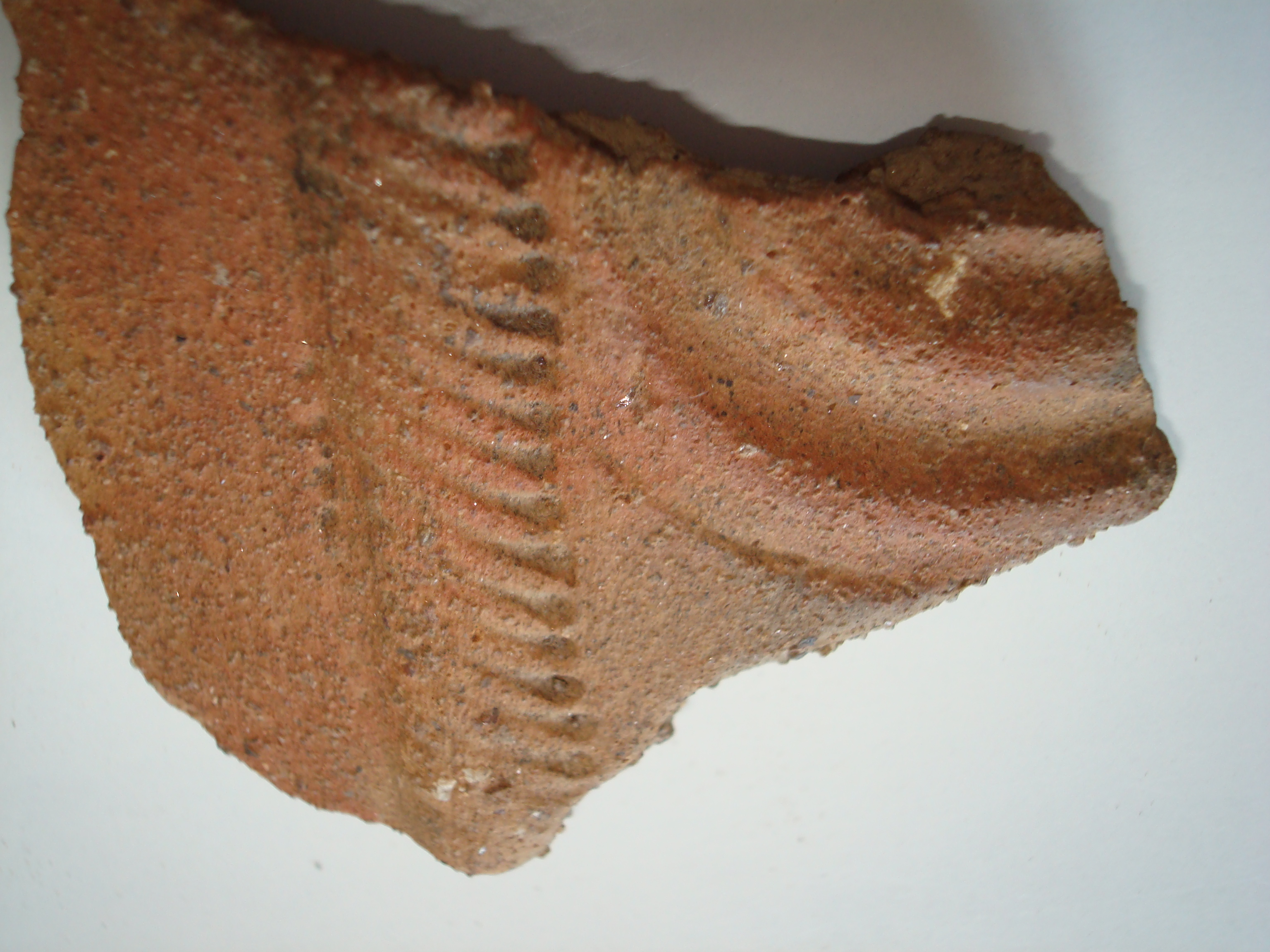
Frammento di boccale

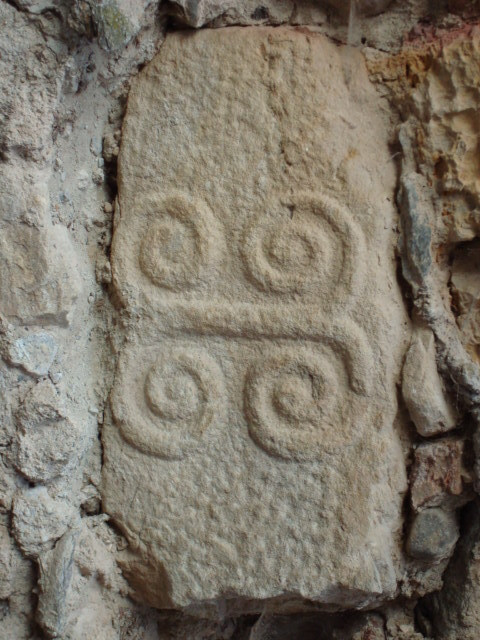
Doppia spirale

La valle risulta frequentata già dal neolitico, lo testimoniano i numerosi ritrovamenti di materiale di scarto della lavorazione della selce presso il lago della Poinella.
I primi segni di stabile frequentazione si trovano a partire dal 1400-1200 a.C. Numerosi sono i reperti e le testimonianze dell'influenza della cultura "Fritzens-Sanzeno" a partire dall'età del bronzo medio fino all'età del ferro.
Generalmente questa cultura si ritiene fosse propria delle popolazioni che le fonti antiche chiamano Reti, e che erano insediate appunto in queste zone. Mentre Strabone parla dei Reti come di un unico popolo, Plinio precisa che erano divisi in vari gruppi, pur riconducibili a una comune appartenenza etnico-culturale.
La cultura di Fritzens-Sanzeno è attestata dal VI fino al I secolo a.C., quando le campagne militari di Tiberio e Druso nel 15 a.C. portarono le Alpi occidentali e certamente anche la nostra valle sotto il dominio romano; la guerra contro i Reti segna di fatto, per la val di Rumo, la fine dell'età del Ferro.
Nel V libro della sua monumentale opera Ab Urbe condita, Tito Livio, scrittore patavino e dunque originario di luoghi posti a stretto ridosso dell'area alpina e retica, rammenta che i Galli, venuti in Italia, «vennero a frequenti scontri» con gli «Etruschi che abitavano tra gli Appennini e le Alpi», e prosegue: «…alcune popolazioni alpine sono indubitabilmente di origine etrusca, soprattutto i Reti: la natura dei luoghi li inselvatichì al punto che essi mantennero, delle loro caratteristiche originarie, soltanto il modo di parlare, anche se con notevoli alterazioni» (Liv., V, 33).
L'invasione gallica, cioè, tagliò fuori gli Etruschi delle zone alpine dalle zone di pianura e Reti sono, secondo questa versione, null'altro che Etruschi rimasti isolati a causa delle invasioni celtiche.
Questa accreditata tesi è sostenuta in termini analoghi da Plinio il Vecchio, nella sua opera Naturalis historia (III,133), in cui si ricorda: «Si ritiene che i Reti, discendenti degli Etruschi, sotto il loro capo Reto, siano stati cacciati dai Galli».
Le nostre antiche popolazioni ebbero, a partire dal VI secolo a.C., delle significative relazioni con gli Etruschi che in quel periodo raggiunsero la loro massima espansione nell'Italia settentrionale. Gli Etruschi svolsero in quel periodo un importante ruolo di mediazione tra il mondo mediterraneo e quello transalpino, in concomitanza con l'affermarsi dell'espansione commerciale dei Greci nell'alta Italia.
In questo periodo i traffici lungo la valle di Non dovevano già essere sviluppati, dato che essa era la via più breve, e meno malsana (rispetto alle paludi della valle dell'Adige) per arrivare ai due passi di Resia e del Brennero. Importante era certamente il percorso che idealmente congiungeva l'Alto Garda passando da Molveno, Mechel, Rumo passo Castrin (Castrum), passo Resia, ed ancor più importante il commercio dell'ambra che fioriva su questa via.
Gli importanti reperti in ferro (ascia, falcetto, attizzatoio) ed in rame (fibula ed ago crinale), databili al II-III secolo a.C. rinvenuti in loco testimoniano l'alto livello raggiunto dalla siderurgia locale, nonché il ragguardevole grado di civiltà raggiunto rispetto alle confinanti popolazioni delle Alpi.
Importante e significativo è stato il ritrovamento casuale di una stele (ancora presente nel luogo del ritrovamento) recante incisa una doppia spirale, simbolo del sole e del tempo, della vita e della morte, essa è probabilmente una pietra tombale risalente ad alcuni secoli a.C.
Significativa misura del livello di civiltà raggiunto nel periodo preromano dalle popolazioni della nostra valle, ci viene dalla testimonianza ricavata dai reperti trovati in quel che rimane dei presunti roghi votivi (o con termine in tedesco Brandopferplatz, composto da Brand, "rogo", Opfer, "sacrificio", e Platz, "luogo"), luoghi di culto all'aperto esistenti nelle Alpi nell'età del ferro e con precedenti anche nell'età del bronzo.
Questi riti si svolgevano spesso in alta montagna e sono testimoniati dall'esistenza di terreno carbonizzato, resti di offerte ceramiche, sempre infrante ritualmente, resti vegetali quali leguminose e cereali, e ossa di animali, spesso capre e maiali. Un esempio è il rogo ritrovato quasi intatto a Santa Gertrude d'Ultimo e conservato presso il museo archeologico di Bolzano.

### L'età romana
Già nei primi decenni del I secolo d.C., la popolazione locale risulta totalmente integrata nel mondo romano, tanto che i suoi esponenti si comportavano, pur non avendone il diritto, da cittadini romani militando addirittura nella guardia personale dell'imperatore.
Ciò viene confermato dalla Tavola Clesiana, l'editto con cui l'imperatore Claudio nel 46 d.C. conferì la cittadinanza romana agli Anauni. Poche sono le tracce dell'influenza di oltre quattro secoli di dominio dell'Impero romano, anche se il dialetto locale, di indubbia radice latina, ci ricorda l'importanza avuta nella valle da tale periodo storico.
Lungo l'antica strada di accesso, che fino a tutto il XVII secolo, era la principale via di collegamento con la val di Non, troviamo ancora incisi, in due tratti dell'affiorante roccia porfirica, i segni delle carreggiate, che i Romani usavano talvolta tracciare lungo le loro vie di comunicazione.
L'importanza di questa strada, che ci univa alla pieve di Revò, viene ricordata anche nella carta di regola della comunità di Rumo, ove si parla della manutenzione ordinaria e straordinaria, del ponte di Montagnana.
Altra traccia, della presenza delle aquile di Roma, e certamente quello che rimane della torre di avvistamento, ora conglobata nei resti di Castel Placeri.
Questa struttura (recante tra l'altro una pittura di Antonio Baschenis raffigurante una Madonna con Bambino del 1479) ci mostra chiaramente i metodi costruttivi propri del periodo romano, con l'uso di blocchi consistenti di pietra e l'uso di barbacani, nelle vicinanze è stata ritrovata perfettamente conservata una punta di lancia del II-III secolo d.C.

### L'attività mineraria
Le montagne a cavallo fra Trentino e Südtirol conservano le cicatrici di attività minerarie importanti, che fecero venire specialisti fin dall'Europa centrale. In particolare, fra il XII e il XVI secolo fu l'argento il motivo di maggiore interesse, in quanto era un metallo strategico per la monetazione.
Una delle realtà più significative era la Nonsberg, la miniera della Val di Non, che si estendeva fra Tregiovo, Rumo, Livo e Proves. Qui la documentazione più antica si riferisce alle sponde del torrente Lavazzè in Val di Rumo: la prima miniera, di rame, esisteva già nel Duecento.
Successivamente si scavarono piombo e argento. La ricerca era stata affidata a minatori cèchi, in quanto nel 1475 la miniera si chiamava Künberg, come la signoria di Starà Vozice. Poco dopo, nel 1491, le venne affiancata la "Rumcan", ovvero la galleria di Rum, Rumo.
Rumo era già un presidio importante: anche il torrente Lavazzé, che solca la valle, originariamente si chiamava Rumés. Quanto ai torrenti, nel Quattrocento erano diffuse le macchine idrauliche a servizio delle attività artigianali.
Qui, nei pressi di Mocenigo e sul confine con Livo, durante i sondaggi per la realizzazione di un percorso etnografico lungo il torrente è stata rinvenuta una grande struttura sotterranea, che certamente faceva uso delle ruote idrauliche.
La memoria popolare dice che in questa zona "si faceva l'argento". Da rilievi condotti parallelamente con esperti che si sono occupati di archeologia industriale in giro per il mondo (da Lucca al Galles, dall'Africa sub-sahariana all'India, ricordiamo solo Peter Claughton, Mark Pearce, Marco Morin), pare altamente probabile che questa sia effettivamente la struttura interna della fonderia per l'argento, destinata anche al recupero del piombo metallico in un complesso sistema di riduzione al fuoco che utilizzava il principio della condensazione. Se confermata a livello di prospezione al suolo, l'ipotesi della fonderia rappresenterebbe l'esempio più antico d'Europa, da mettere direttamente in relazione con il forno a riverbero di Lucca e l'argentiera di Montefondoli in Toscana.
Si tratta di una lunga condotta, alta circa 1 metro e 20 per 80 di sviluppo orizzontale. È voltata in pietra con sfoghi per l'aria sul soffitto e disegna un'ampia doppia curva. Corre parallelamente al torrente Lavazzè, tanto in direzione che in profondità, e termina in due piccole stanze. Sopra la seconda fino al 1925 c'era una torretta quadrata, un camino esterno.
Cinque traverse collegavano al torrente la condotta principale, che è corretto chiamare "manica", in quanto serviva per veicolare verso il camino i fumi sviluppati vicino al torrente da una batteria di forni, che sfruttavano mantici azionati dall'energia idraulica.
"Manica" è il nome assegnato a questo genere di strutture dal senese Vannoccio Biringuccio nel primo trattato a stampa di argomento metallurgico, il De pirothecnia del 1540. Biringuccio spende parecchie pagine sulle maniche, segno della loro importanza per le lavorazioni sui minerali di piombo. All'interno delle due stanze ci sono numerosi reperti lignei, travi e assi sagomate. La prima stanza doveva funzionare come una camera di condensazione per i componenti più pesanti nei fumi e il recupero della lega piombo-argento.
Siamo vicinissimi ai villaggi e ad altre vecchie costruzioni che stanno ancora sul torrente, mulini, fucine e altro. La rete viaria è particolarmente interessante, perché rispetta quella antica.
Le antiche miniere – la maggior parte, in quanto solo poche gallerie vennero nuovamente esplorate nell'Ottocento – cessarono di operare prima del 1553.

### Simboli
Gli smalti argento, rosso, azzurro e oro derivano da un antico stemma attribuito al Comune di Rumo da un armoriale del 1580; la figura dell'aquila spiegata in volo riprende sia il vecchio timbro del Comune che le armi del 1580 ma, allargandosi oltre il bordo dello scudo, vuole significare apertura, rinnovamento, crescita; il fascio di cinque verghe d'oro (ripreso dal più noto simbolo delle sette verghe, impresa di
Bernardo Clesio), allude insieme alla storia della Val di Non e all'unità delle frazioni nella vita del comune. Il motto latino Magnae nives ("grandi nevicate"), che sul gonfalone accompagna lo stemma, è tratto da una frase contenuta in una pergamena del 1438, in cui si afferma che Rumo è soggetto a copiose nevicate e che queste costringevano i pastori a spostamenti per assicurare la sopravvivenza alle mandrie e, di conseguenza, alle famiglie. Gli ornamenti sono di Comune con fronde legate in oro.

## Monumenti e luoghi d'interesse
- Chiesa della Conversione di San Paolo, nella frazione di Marcena
- Chiesa di San Vigilio, nella frazione di Lanza
- Chiesa di Sant'Udalrico, nella frazione di Corte Inferiore

## Società

### Evoluzione demografica
Abitanti censiti

Ripartizione linguistica
Nel censimento del 2001 il 7,77% della popolazione si è dichiarato "ladino".

## Amministrazione
| Periodo        | Periodo        | Primo cittadino | Partito      | Carica  | Note |
| -------------- | -------------- | --------------- | ------------ | ------- | ---- |
| 17 maggio 2010 | 10 maggio 2015 | Michela Noletti | Lista civica | Sindaco |      |
| 11 maggio 2015 | in carica      | Michela Noletti | Lista civica | Sindaco |      |

## Geografia antropica

### Suddivisioni amministrative
Il comune di Rumo è suddiviso nelle seguenti frazioni:
- Lanza, che comprende l'abitato di Cenigo
- Mocenigo, che comprende gli abitati di Corte Superiore e Scassio
- Marcena (sede comunale), che comprende l'abitato di Placeri
- Mione e Corte Inferiore, che comprendono l'abitato di Ronco